# Shitdisco
Shitdisco – zespół grający new rave i dance-punk, założony w 2003 roku w Glasgow.
Członkowie zespołu spotkali się na Glasgow School of Art, gdzie studiowali. W 2005 roku wydali swój pierwszy singiel zatytułowany Disco Blood/I Know Kung Fu, by w następnych latach wydać trzy kolejne. W 2007 roku ukazał się ich debiutancki album Kingdom of Fear, a półtora roku później jego amerykańska wersja, czyli The Emanator – z dwoma bonusowymi piosenkami: The Emanator oraz Teenage House Fire. Zespół zakończył działalność w 2009 roku.

## Skład
- Joel Stone – gitara, gitara basowa, wokal
- Joe Reeves – gitara, gitara basowa, wokal
- Darren Cullen – perkusja
- Tom Straughan – keyboard, wokal wspierający
- Jan Lee – keyboard, gitara basowa, wokal wspierający (opuścił zespół w styczniu 2008, chcąc skupić się na rysownictwie)

## Dyskografia

### Albumy studyjne
- Kingdom of Fear (16 kwietnia 2007)
- The Emanator (amerykańskie wydanie Kingdom of Fear z bonusowymi piosenkami The Emanator i Teenage House Fire, wydany 23 września 2008)

### Single
- Disco Blood/I Know Kung Fu (2005)
- Reactor Party (2006)
- OK (2007)
- Know Kung Fu (2007)